# تیم لوتو–سودال
تیم لوتو–سودال (کد تیم یوسی‌آی: LTS) یک تیم دوچرخه‌سواری حرفه‌ای بلژیکی است که حامیان مالی آن شرکت بخت‌آزمایی بلژیکی و سودال (سازندهٔ چسب) هستند. این دو شرکت، یک تیم دوچرخه‌سواری بانوان را نیز حمایت مالی می‌کنند.

## حامیان مالی
نخستین حمایت مالی در سال ۱۹۸۴ توسط تونیستاینر، لوتو، ماویک و پکوتکس انجام شد. در سال ۱۹۸۵ لوتو تنها حامی مالی تیم شد. در آغاز فصل ۲۰۰۳ تیم‌های لوتو–آدکو و دومو–فارم فریتس با یکدیگر ادغام شدند و نام تیم به لوتو–دومو تغییر یافت.
سپس امگا فارما که در سال‌های ۲۰۰۳ و ۲۰۰۴ حامی مالی تیم کوییک‌استپ–داویتامون بود، در فصل ۲۰۰۵ حمایت مالی تیم را تحت برند داویتامون به عهده گرفت. در فصل ۲۰۰۷ نام تیم به برند دیگری از امگا فارما به نام پردیکتور تغییر یافت و در فصل ۲۰۰۸ برند سایلنس در نام تیم قرار داده شد. در سال ۲۰۱۰ نام تیم به امگا فارما–لوتو تغییر یافت. سپس حمایت مالی امگا فارما در سال ۲۰۱۲ به کوییک‌استپ منتقل شد.
بلیسول در سال ۲۰۱۲ حامی مالی مشترک تیم شد. در روز پایانی تور دو فرانس ۲۰۱۴ تیم اعلام کرد برای فصل آینده با سودال به توافق رسیده‌است. سودال در سال ۱۹۶۶ تأسیس شده‌است و سازندهٔ انواع چسب و عایق است. سودال برای شش فصل آینده (تا فصل ۲۰۲۰)، حامی مالی مشترک نام تیم خواهد بود.

## نتایج عمده
در فصل ۲۰۰۲ رابی مک‌ایون رهبر تیم بود و پیروزی‌های مرحله‌ای فراوانی در مسابقات مختلف به دست آورد. از جمله برندهٔ مسابقهٔ اتوال دو بسژ و تور فرانکو-بلژ شد. همچنین در دو مرحلهٔ جیرو دیتالیا و دو مرحلهٔ تور دو فرانس به پیروزی رسید. همچنین رکابزن سرعتی تیم، پیتر فن پتخم بود که در سال ۲۰۰۳ برندهٔ دو مسابقهٔ کلاسیک تور فلاندر و پاریس–روبه شد. در سال ۲۰۰۶ کدل ایونز برندهٔ تور روماندی شد. در سال بعد نیز یوهان فنسومرن قهرمانی تور لهستان را کسب کرد.
گرگ فن آورمیت در سال ۲۰۰۸ برندهٔ رده‌بندی کوهستان ووئلتا اسپانیا شد. در سال ۲۰۰۹ نیز فیلیپ گیلبرت قهرمان چند مسابقه از جمله تور لمباردی شد و این قهرمانی را در سال بعد، تکرار کرد. در سال ۲۰۱۰ متیو لوید نیز برندهٔ رده‌بندی کوهستان جیرو دیتالیا شد. در سال ۲۰۱۱ گیلبرت در چند مسابقهٔ کلاسیک از جمله لافلش والونی و لیژ–باستون–لیژ پیروز شد. همچنین تیم ولنز در سال ۲۰۱۶ قهرمانی تور لهستان را به دست آورد.
کدل ایونز توانست در سال ۲۰۰۹ مدال طلای مسابقات قهرمانی استقامت جاده جهان را به دست آورد. افزون بر این رکابزنان تیم تاکنون چندین قهرمانی در مسابقات قهرمانی کشور به دست آورده‌اند. از جمله آندره گرایپل سه بار قهرمان استقامت جاده آلمان شد. فیلیپ گیلبرت در سال ۲۰۱۱ قهرمان استقامت جاده و تایم تریل انفرادی بلژیک شد. رابی مک‌ایون نیز دو بار قهرمان استقامت جاده استرالیا شد.